# العلاقات السعودية الإندونيسية
العلاقات السعودية الإندونيسية جديرة بالملاحظة بشكل خاص لأن المملكة العربية السعودية فيها الأرض التي انطلق منها الإسلام (مكة)، و إندونيسيا هي موطن لأكبر عدد من المسلمين في العالم؛ كلاهما من الدول ذات الأغلبية المسلمة. علاقات الاقتصاد والتجارة هي أيضا ذات أهمية خاصة، لا سيما على النفط (الطاقة) والموارد البشرية (عمال مهاجرين). المملكة العربية السعودية لديها سفارة في مدينة جاكرتا، في حين أن إندونيسيا لديها سفارة في مدينة الرياض وقنصلية في مدينة جدة. كلا البلدين أعضاء في منظمة التعاون الإسلامي ومجموعة العشرين.

## التاريخ
الارتباط التاريخي بين إندونيسيا والمملكة العربية السعودية هو الإسلام. العديد من التجار والعلماء المسلمين وصلوا للأرخبيل الإندونيسي من العالم العربي خلال مجيء الإسلام حوالي القرن الثالث عشر الميلادي. باعتبارها الدولة التي تضم أكبر عدد من السكان المسلمين، إندونيسيا ترسل أكبر عدد من الحجاج من بين الدول الإسلامية. تم فتح العلاقات الدبلوماسية الرسمية بين إندونيسيا والمملكة العربية السعودية في عام 1948م.
وقعت الدولتان اتفاقية للتعاون في مجال الدفاع في أواخر يناير عام 2014م. ويغطي الاتفاق إلى حد كبير قوة التدريب و مكافحة الإرهاب .

## التجارة
في عام 2017م، تجاوز حجم التجارة الثنائية 8.5 مليارات دولار أمريكي. بسبب صادرات النفط والغاز، في حين أنه في عام 2018م وصل حجم التبادل التجاري بين البلدين نحو 18,326 مليون ريال سعودي، منها واردات بقيمة 5,388 مليون ريال وصادرات بقيمة 12,938 مليون ريال.

### أهم السلع المصدرة لعام 2018
- منتجات معدنية.
- لدائن ومصنوعاتها.
- ألومنيوم ومصنوعاته.
- الحديد والصلب (فولاذ).
- منتجات كيماوية عضوية.

### أهم السلع المستوردة 2018
- سيارات وأجزاؤها.
- ورق وورق مقوى.
- خشب ومصنوعاته؛ فحم خشبي.
- شحوم وزيوت حيوانية أو نباتية.
- محضرات لحوم الأسماك.[8]